# Кенни, Лора
Дама Лора Ребекка Кенни, леди Кенни (англ. Laura Rebecca Kenny, Lady Kenny: до замужества — Тротт (англ. Trott); род. 24 апреля 1992 года в Харлоу, Великобритания) — британская профессиональная трековая велогонщица, пятикратная олимпийская чемпионка, семикратная чемпионка мира, десятикратная чемпионка Европы. Дама-командор ордена Британской империи (DBE). Единственная британская женщина в истории, выигравшая более трёх золотых олимпийских медалей.

## Карьера
Лора Кенни родилась на месяц раньше срока с нерасправленным легким. Позднее ей поставили диагноз — астма и врачи порекомендовали заняться спортом, чтобы отрегулировать дыхание. Совместно со старшей сестрой Эммой Лора стала заниматься ездой на велосипеде.
Первые успехи на взрослом уровне пришли к Лоре на чемпионате Европы 2010 года в Прушкуве, где она завоевала золотую медаль в командной гонке преследования. Спустя год спортсменка завоевала и свой первый мировой титул в голландском Апелдорне, также в командном преследовании.
На чемпионате мира 2012 года в Мельбурне британка стала двукратной чемпионкой: в омниуме и командном преследовании. А на домашних Олимпийских Играх в Лондоне в августе того же года в этих же дисциплинах стала олимпийской чемпионкой. В командной гонке представительницы Великобритании (Лора Кенни, Дани Кинг и Джоанна Рауселл) установили мировой рекорд 3:14,051. Также в сезоне 2012 года Лора пробовала свои силы на шоссе в команде Team Ibis Cycles, хотя и участвовала только в пяти гонках.
В 2013 году перешла в новую шоссейную команду Wiggle Honda. Её лучший результат был второе место на гонке чемпионата Британии. На треке она выиграла очередное золото в командной гонке преследования на чемпионате мира в Минске.
В 2014 году на Играх Содружества в Глазго спортсменка стала двукратной чемпионкой. А на чемпионате мира в Кали завоевала золото (командное преследование) и серебро (омниум).
В феврале 2015 года Кенни не смогла защитить свой титул на чемпионате мира и заняла второе место командной гонке преследования и омниуме. Она перешла в команду Matrix Fitness Vulpine на шоссе в качестве ведущего гонщика, чтобы лучше сочетать её шоссейные и трековые амбиции. После не впечатляющего шоссейного сезона, в котором её лучшим результатом было третье место на национальном чемпионате, Кенни вернулась на трек. На чемпионате Европы 2015 года британская велогонщица выиграла три золота (в командной гонке преследования, скретче и омниуме).
2016 год стал одним из самых успешных в карьере спортсменки. В феврале Кенни выиграла две золотые медали на чемпионате мира в Лондоне (скретч и омниум), а на Олимпийских играх в Рио-де-Жанейро ей также покорились две дисциплины: командная гонка преследования и омниум.
Хакерская группа Fancy Bears опубликовала на своём сайте третью часть документов об использовании спортсменами запрещённых веществ в терапевтических целях. В сообщении говорится, что согласно данным системы ADAMS, которую использует Всемирное антидопинговое агентство (WADA), применение допинга было разрешено Лоре Кенни. Ей было прописан сальметерол и сальбутамол.

## Личная жизнь
Лора Кенни долгое время встречалась с 6-кратным олимпийским чемпионом по велоспорту на треке Джейсоном Кенни. Пара живёт недалеко от Манчестера и имеет двух собак. 24 сентября 2016 пара поженилась. 23 августа 2017 года у Лоры и Джейсона родился сын Альберт Луи Кенни.